# Williams Tower
Williams Tower ist der Name des dritthöchsten Wolkenkratzers in der texanischen Metropole Houston nach dem JPMorgan Chase Tower und dem Wells Fargo Plaza. Das 275 Meter hohe Bürogebäude wurde 1983 errichtet und hat 64 Etagen. Der Turm wurde in nur 16 Monaten errichtet. Das Gebäude zeichnet sich durch einen schlanken Baukörper der steil nach oben steigt aus. Das Dach wurde spitzenartig gestaltet.